# As Ceguinhas de Campina Grande

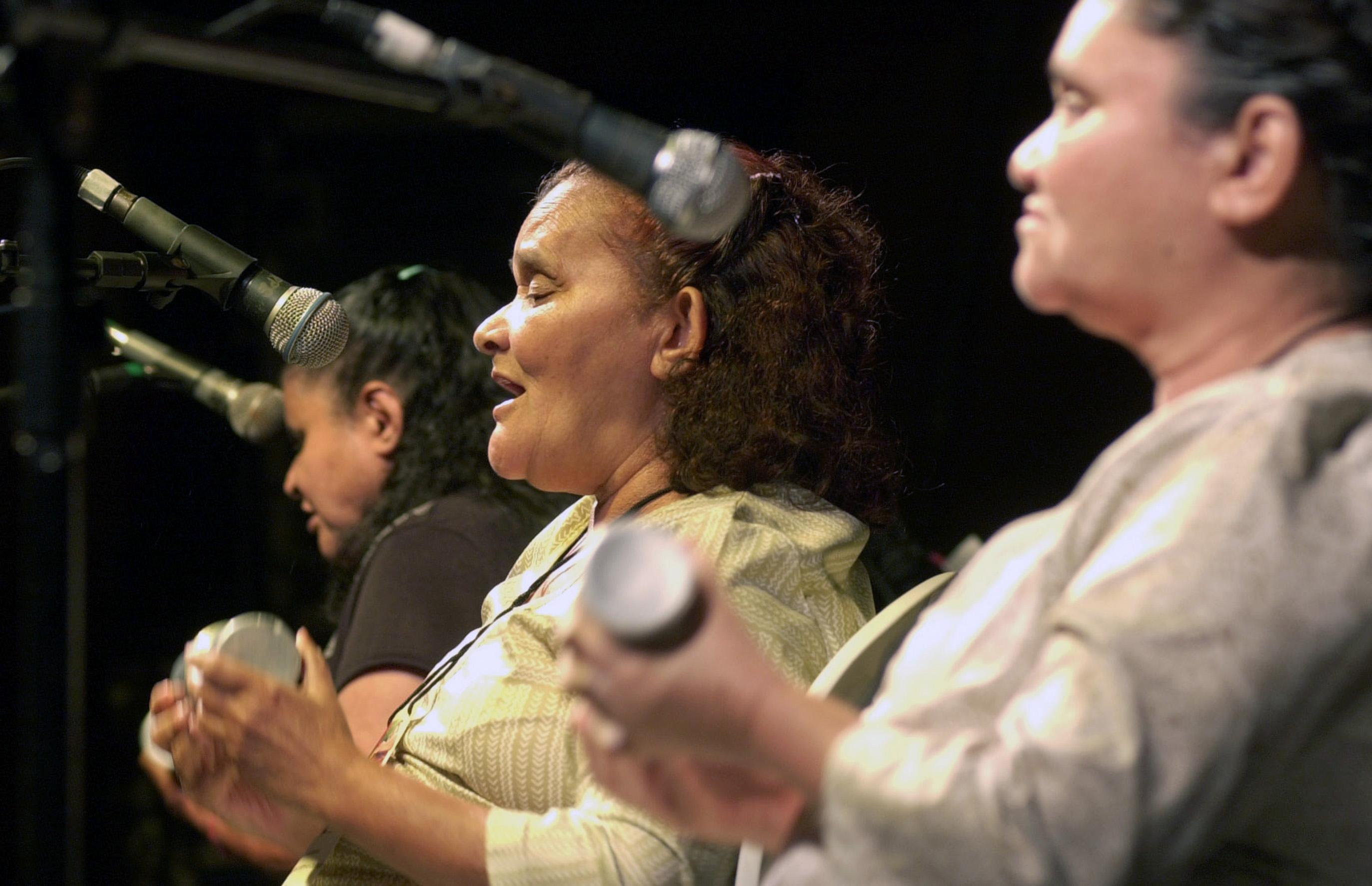
Brasília - As Ceguinhas de Campina Grande apresentam-se na abertura do 1º Encontro Sul-Americano das Culturas Populares. Foto: Fabio Pozzebom/ABr

As Ceguinhas de Campina Grande (ou Irmãs Cantoras de Campina Grande) são um trio formado pelas irmãs cantoras e compositoras Indaiá (Francisca Conceição Barbosa, nascida em 1950), Maroca (Maria das Neves Barbosa, 1945-2017†) e Poroca (Regina Barbosa, 1944), todas naturais de Campina Grande.
Cegas de nascença, as três trabalharam na lavoura desde crianças. Eram alugadas como mão de obra temporária pelo próprio pai, que era alcoólatra. Quando Indaiá tinha 7 anos, o seu pai morreu. As três irmãs passaram a se apresentar então nas ruas de Campina Grande, cantando emboladas e tocando ganzá. Com as doações que recebiam, sustentavam 14 parentes. 
O repertório do trio aos poucos passou a incluir cantigas, cocos e outras formas do cancioneiro nordestino, que as irmãs reprocessaram com acréscimo de improvisos. Em 1997, foram levadas pelo cineasta Roberto Berliner para uma participação no programa Som da rua, da TVE. Em seguida, Berliner utilizou as gravações feitas para o programa para montar o documentário de curta-metragem A pessoa é para o que nasce (1998).
O sucesso do curta, eleito o melhor da categoria no É Tudo Verdade de 1999, levou a um convite para participar do festival de percussão Percpan de 2000, em Salvador. O grupo recebeu elogios de Naná Vasconcelos e Otto, além de ser homenageado numa composição de Gilberto Gil.
Em 2004, Berliner lançou a versão em longa-metragem do seu documentário. No mesmo ano as três irmãs receberam a Ordem do Mérito Cultural.
Em 25 de março de 2017, o grupo perdeu Maroca, que faleceu aos 72 anos, no Hospital de Trauma de Campina Grande, vítima de complicações decorrente de um Acidente Vascular Cerebral (AVC). A sua última apresentação ocorreu em agosto de 2016, quando o trio foi homenageado no Museu dos Três Pandeiros. As irmãs Indaiá e Poroca afirmaram que, mesmo sendo difícil subir aos palcos sem a presença de Maroca, irão continuar as suas apresentações.

## Discografia
- 2005 - A pessoa é para o que nasce (Álbum)

## Cinema
- 2004 - A Pessoa É para O Que Nasce (Documentário)